# He's So Fine
He's So Fine är en inspelning av The Chiffons som toppade Billboard Hot 100 i fyra veckor under våren 1963. En av de mest omedelbart igenkännliga Golden Oldies med doo-lang doo-lang doo-lang bakgrundsdoande. 
George Harrison blev stämd för att hans låt "My Sweet Lord" ansågs likna He's So Fine.

## Listplaceringar
| Lista (1963)   | Position              |
| -------------- | --------------------- |
| Storbritannien | 16                    |
| Sverige        | 18 (Kvällstoppen)     |
| Sverige        | 10 (Tio i topp)       |
| USA            | 1 (Billboard Hot 100) |